# Rade Bogdanović
Rade Bogdanović (in serbo Раде Богдановић?; Sarajevo, 21 maggio 1970) è un ex calciatore serbo, di ruolo attaccante.

## Palmarès

### Competizioni internazionali
- Coppa Intertoto UEFA: 1

Werder Brema: 1998

### Competizioni nazionali
- Coppa di Germania: 1

Werder Brema: 1998-1999